# Habsburg AG
| AG ist das Kürzel für den Kanton Aargau in der Schweiz. Es wird verwendet, um Verwechslungen mit anderen Einträgen des Namens Habsburg zu vermeiden. |

Habsburg (schweizerdeutsch: ˈhɑpsbrg) ist eine Einwohnergemeinde im Schweizer Kanton Aargau. Sie gehört zum Bezirk Brugg und liegt etwa drei Kilometer südwestlich des Bezirkshauptorts Brugg. Auf dem Gemeindegebiet steht die Habsburg, der Stammsitz der Habsburger.

## Geographie
Das Haufendorf Habsburg liegt unmittelbar östlich des Wülpelsbergs, auf dem sich die Burg befindet. Der Wülpelsberg fällt im Norden und Westen steil ins Aaretal ab. Die Ost- und die Südseite hingegen bilden den Rand einer leicht geneigten Hochebene, die übergangslos ins Birrfeld übergeht. Habsburg ist eine typische Rodungssiedlung und ist im Westen, Norden und Osten von Wald umgeben.
Die Fläche des Gemeindegebiets beträgt 223 Hektaren, davon sind 137 Hektaren bewaldet und 21 Hektaren überbaut. Der höchste Punkt ist der 505 Meter hohe Wülpelsberg, der tiefste liegt auf 370 Metern am Fusse des Wülpelsberg. Nachbargemeinden sind Brugg im Norden, Hausen im Osten, Lupfig im Süden.

## Geschichte

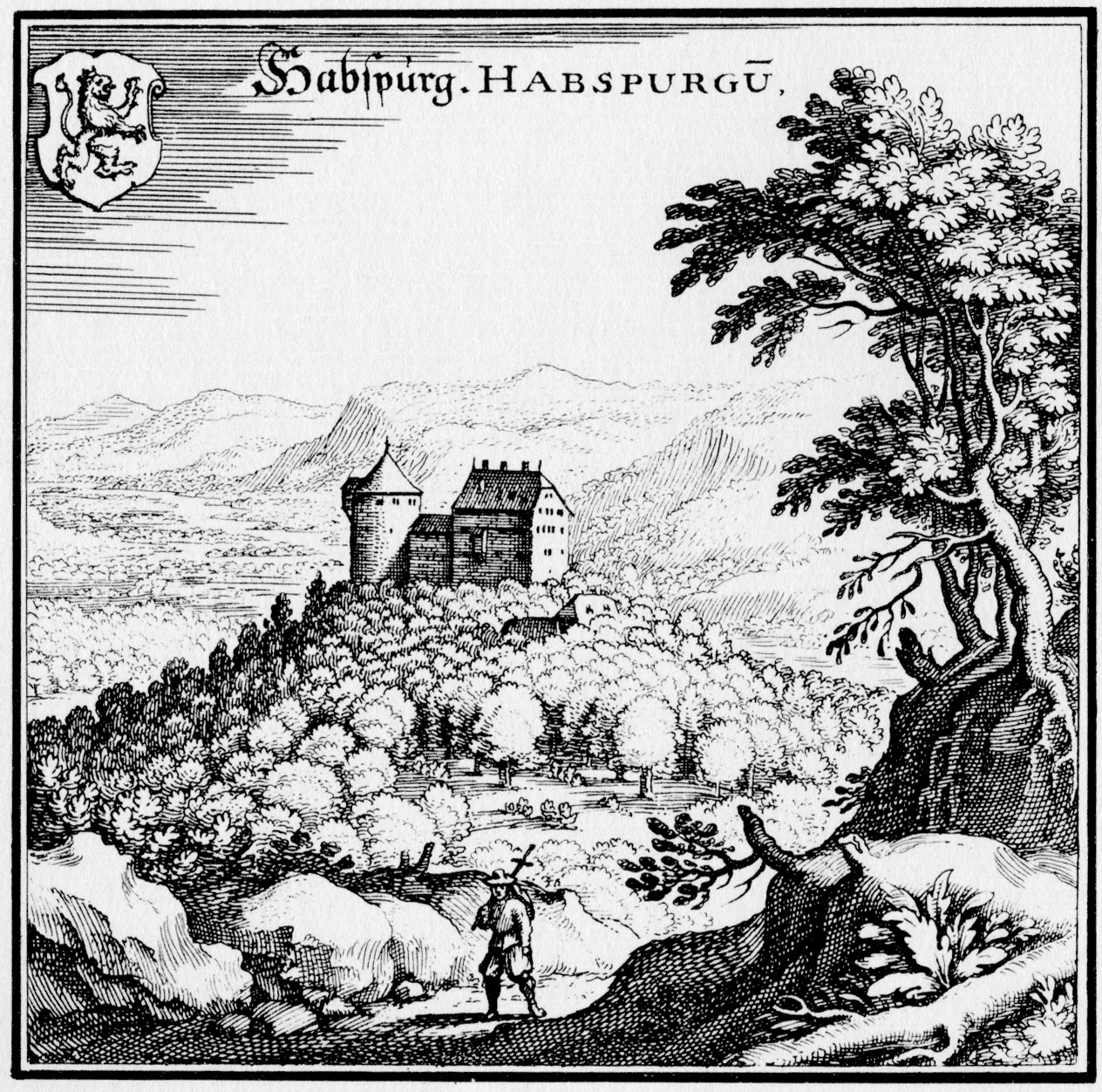
Ansicht der Habsburg und Umgebung in der Topographia Helvetiae, Rhaetiae et Valesiae von Matthäus Merian, 1642

Das Gebiet war sowohl in der Bronzezeit als auch in der Römerzeit besiedelt. Verschiedene Funde, darunter Ziegelstempel der Legio XXI Rapax und eine Bronzemünze des Kaisers Probus, lassen darauf schliessen, dass sich hier, in der Nähe des Legionslagers Vindonissa, ein Wachtturm befand. Um das Jahr 1020 liess Graf Radbot auf dem Wülpelsberg die «Habichtsburg» errichten. Im Jahr 1027 erfolgte die erste urkundliche Erwähnung als Habesbur oder Habesburch. Die Burg ersetzte das Kastell im benachbarten Altenburg bei Brugg als Stammsitz. Otto II. war um 1100 der Erste, der sich als Graf von Habsburg bezeichnete. Die Burg bildete den Mittelpunkt des damaligen habsburgischen Besitzes, des Eigenamts.
Nach dem Aufstieg zur bedeutenden Herrscherfamilie war die bescheidene Burg ab etwa 1220 nicht mehr als Stammsitz geeignet und wurde an Dienstleute verliehen. Sie wechselte in der Folge mehrmals den Besitzer, bis schliesslich ab 1528 der Berner Landvogt in Königsfelden die Verwaltung übernahm. Die Stadt Bern hatte die Habsburger 1415 aus der Region vertrieben. Das Dorf Habsburg entstand wahrscheinlich erst im frühen 15. Jahrhundert, als der Wald südlich und östlich der Burg gerodet wurde. Die Burg gab dem Dorf den Namen. Die kleine Siedlung wuchs nur langsam und zählte 1529 lediglich vier Häuser. Ein Jahr zuvor war die Reformation eingeführt worden.
Im März 1798 nahmen die Franzosen die Schweiz ein, entmachteten die «Gnädigen Herren» von Bern und riefen die Helvetische Republik aus. Habsburg gehört seither zum Kanton Aargau. Die Burg gelangte 1804 in den Besitz des Kantons. 1833 wohnten vier Einsassenfamilien (Werder, Erismann, Riniker, Senn) mit 177 Personen im Dorf. Bis Mitte des 20. Jahrhunderts lebte die Bevölkerung fast ausschliesslich von der Landwirtschaft. Zwischen 1930 und 1960 nahm die Einwohnerzahl um über einen Viertel ab. Nach 1971, als ein grosses Grundstück parzelliert und zur Erschliessung freigegeben worden war, setzte eine rege Bautätigkeit ein. Seither stieg die Einwohnerzahl um fast das Dreifache.

## Sehenswürdigkeiten

Luftansicht (1958)

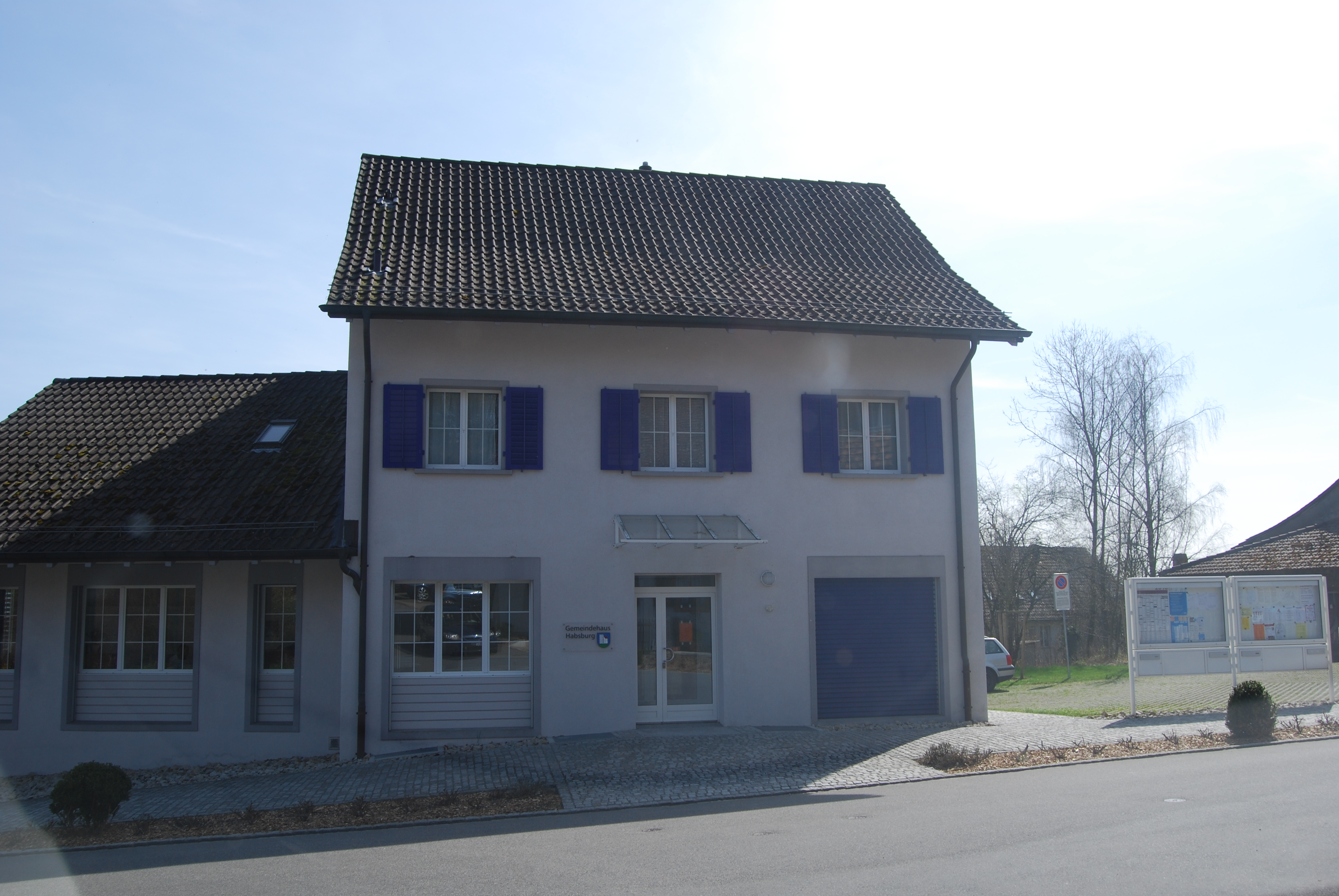
Gemeindehaus von Habsburg

Das Dorf wird überragt von der Habsburg auf dem Wülpelsberg. Erhalten geblieben ist jedoch nur der westliche Teil. Der als Befestigung gedachte östliche Teil der Burg ist weitgehend verfallen; nur noch dicke Mauern, die wenige Meter aus der Erde ragen, zeigen den ursprünglichen Grundriss auf. Im Palas der Burg befinden sich ein kleines Museum und ein Restaurant.

## Wappen
Die Blasonierung des Gemeindewappens lautet: «In Blau auf grünem Hügel die Habsburg, weiss mit rotem Dach.» Das im Jahr 1821 angefertigte Siegel mit dem Wappen soll von einem Graveur aus Burg entworfen worden sein. Das Wappen stellt in ziemlich realistischer Weise die Habsburg dar, wie sie sich heute präsentiert.

## Bevölkerung
Die Einwohnerzahlen entwickelten sich wie folgt:
| Jahr      | 1768 | 1850 | 1900 | 1930 | 1950 | 1960 | 1970 | 1980 | 1990 | 2000 | 2010 | 2020 |
| Einwohner | 98   | 176  | 144  | 170  | 133  | 126  | 150  | 243  | 322  | 368  | 421  | 428  |

Am 31. Dezember 2023 lebten 435 Menschen in Habsburg, der Ausländeranteil betrug 10,3 %. Bei der Volkszählung 2015 bezeichneten sich 31,7 % als reformiert und 22,9 % als römisch-katholisch; 45,4 % waren konfessionslos oder gehörten anderen Glaubensrichtungen an. 96,7 % gaben bei der Volkszählung 2000 Deutsch als ihre Hauptsprache an, 1,4 % Italienisch und 1,1 % Französisch.

## Politik und Recht
Die Versammlung der Stimmberechtigten, die Gemeindeversammlung, übt die Legislativgewalt aus. Ausführende Behörde ist der fünfköpfige Gemeinderat. Er wird im Majorzverfahren vom Volk gewählt, seine Amtsdauer beträgt vier Jahre. Der Gemeinderat führt und repräsentiert die Gemeinde. Dazu vollzieht er die Beschlüsse der Gemeindeversammlung und die Aufgaben, die ihm vom Kanton zugeteilt wurden. Für Rechtsstreitigkeiten ist in erster Instanz das Bezirksgericht Brugg zuständig. Habsburg gehört zum Friedensrichterkreis VIII (Brugg).

## Wirtschaft
Im Dorf gibt es gemäss der im Jahr 2015 erhobenen Statistik der Unternehmensstruktur (STATENT) rund 100 Arbeitsplätze, davon 13 % in der Landwirtschaft, 10 % in der Industrie und 77 % im Dienstleistungssektor. Die meisten Erwerbstätigen sind Wegpendler und arbeiten in der Region Brugg.

## Verkehr
Habsburg ist über die Kantonsstrasse 401 von Brugg und Scherz aus erreichbar. Die Autobahn A3 unterquert das Gemeindegebiet im 1,2 Kilometer langen Habsburgtunnel. Der nächstgelegene Autobahnanschluss liegt in rund vier Kilometern Entfernung. Die Gemeinde wird durch die Postautolinie vom Bahnhof Brugg nach Scherz an das Netz des öffentlichen Verkehrs angebunden. An Wochenenden verkehrt ein Nachtbus von Brugg über Windisch und Birr nach Habsburg.

## Bildung
Die Gemeinde verfügt über ein Schulhaus mit Kindergarten und Primarschule. Sämtliche Oberstufen (Realschule, Sekundarschule, Bezirksschule) können in Windisch besucht werden. Die nächstgelegenen Gymnasien sind die Kantonsschule Baden und die Kantonsschule Wettingen.

## Persönlichkeiten
- Albrecht II. (1298–1358), Herzog von Österreich
- Wolfgang Kaiser (* 1936), Polymerwissenschaftler und Hochschullehrer, 1981 hier eingebürgert
- Hans Riniker (1841–1892), Nationalrat, Regierungsrat und Forstwissenschaftler